# Római egyházmegye
A Római egyházmegye (valójában főegyházmegye) (latinul: Dioecesis Urbis seu Romana, olaszul: Diocesi di Roma) a római katolikus egyház egyik egyházmegyéje Olaszországban. Róma püspöke a pápa, a legfőbb főpap és a római katolikus egyház vezetője. Mint a Szentszék, a pápaság diplomáciai viszonyokkal rendelkező szuverén enitás és civil igazságszolgáltatás Vatikán városállama fölött Rómán belül. A katolikus tanítás szerint Róma első püspöke Szent Péter apostol volt az első században, a jelenlegi pedig 2025. május 8-a óta XIV. Leó pápa.

## Róma püspöke
A Római püspöki szék a katolikus egyház leghatalmasabb méltósága. Róma püspöke, a pápa az egész katolikus egyház legfőbb főpapja. A püspöki cím mellett (abból fakadóan) több más cím birtokosa is.
- Róma püspöke
- Jézus Krisztus helytartója (Vicarius Christi)
- Az Apostolfejedelem utódja
- Az egyetemes Egyház legfőbb főpapja (Pontifex Maximus)
- Itália prímása
- A Római egyháztartomány metropolitája
- Vatikánállam államfője
- Isten szolgáinak szolgája (Servus Servorum Dei)

2006-ig a Nyugat pátriárkája címet is viselte, XVI. Benedek pápa azonban ezt elhagyta.

## Története
A katolikus hagyomány szerint Róma első püspöke Péter apostol volt, aki Jézus Krisztus tanítványa volt, és 67-ben Rómában szenvedett vértanú halált. Péter és utódai a katolikus tanítás szerint az egyház legfőbb főpapjai, Krisztus földi helytartói. A római püspök primátusa már a kezdetektől fogva megfigyelhető volt, azonban az első századokban ez csak bizonyos fokú tekintélyt jelentett tanítás és egyházfegyelem dolgában. A 4. századtól kezdve azonban a pápaság hatalma ténylegesen megnőtt. Ekkortól lett ugyanis a kereszténység a Római Birodalom államvallása, ez pedig az önálló kis közösségek helyett már egy kiterjedt, hierarchikus szervezetet kívánt.

### Róma püspökei
Az egyházmegye megyéspüspöke a mindenkori római pápa.

## Egyházszervezet
Mivel az Róma püspöke a pápa, aki az egyetemes egyházat kormányozza a megyéspüspöki teendőit az általános helynöke látja el. A helynök itt a szokásos jogköröknél szélesebb felhatalmazással rendelkezik, de facto megyéspüspökként kormányozza az egyházmegyét. A 14. századig a helynök püspöki rangot kapott, ekkortól már viszont mindig bíborossá is kreálták. Ezen a gyakorlaton Ferenc pápa változtatott, aki 2017-ben a bíborosi méltóság helyett érseki címet kötött a pozícióhoz. Vatikánváros területén belüli ügyeket egy külön helynök látja el.
Az egyházmegye 881 km²-en terül el Róma városában és környékén, melyből 0,44 km² a Vatikánhoz, a többi pedig Olaszországhoz tartozik. Területén 334 plébánia működik, ezekben összesen 65 bazilika és 346 templom áll. Az egyházmegyéhez tartozó papok száma 1248. Ezen kívül az egyházmegyében (vagy a Római Kúrián) teljesít szolgálatot 350 bíboros, 1555 püspök, 2904 áldozópap, 5280 szerzetespap és 87 személyi prelatúrához tartozó pap.

## Római egyháztartomány
A Római vagy Laziói egyháztartomány Olaszország legnagyobb egyháztartománya. Rómán kívül 17 püspökség és 2 területi apátság tartozik hozzá. Ezek közül kiemelkednek a Róma-környéki, azaz szuburbikárius egyházmegyék.

### Szuburbikárius püspökségek
Róma környékén (elővárosaiban) lévő hét egyházmegye ún. szuburbikárius egyházmegye. Ezek élén egy-egy püspök bíboros áll. 1962 óta a szuburbikárius püspökségekbe egy-egy megyéspüspököt is kineveznek, akik a tényleges egyházkormányzati feladatokat ellátják. A bíborosok már csak az egyházmegye nevét viselik.
Tradicionálisan az ostiai szék a legrangosabb, ezt a címet tehát mindig a Bíborosi Kollégium megválasztott dékánja viseli. Mellette azonban megtarthatja korábbi szuburbikárius címét is, így lényegében csak hat szuburbikárius cím van.
| Név                                                | Alapítás                                  | Terület, hívők              | Püspök                                                                        | Székesegyház                                                                                      | Kép |
| -------------------------------------------------- | ----------------------------------------- | --------------------------- | ----------------------------------------------------------------------------- | ------------------------------------------------------------------------------------------------- | --- |
| Ostiai szuburbikárius egyházmegye                  | 3. század                                 | 31 km² 13 983 fő (82%)      | Giovanni Battista Re püspök-bíboros Angelo De Donatis apostoli adminisztrátor | Szent Aurea-székesegyház, Róma                                                                    |     |
| Albanói szuburbikárius egyházmegye                 | 4. század                                 | 661 km² 493 870 fő (96,7%)  | Angelo Sodano püspök-bíboros Vincenzo Viva megyéspüspök                       | Szent Pongrác-székesegyház, Albano Laziale                                                        |     |
| Frascati szuburbikárius egyházmegye                | 3. század                                 | 220 km² 120 850 fő (73,4%)  | Tarcisio Bertone SDB püspök-bíboros Raffaello Martinelli megyéspüspök         | Szent Péter apostol-székesegyház, Frascati                                                        |     |
| Palestrinai szuburbikárius egyházmegye             | 4. század                                 | 418 km² 100 230 fő (88,2%)  | José Saraiva Martins püspök-bíboros Mauro Parmeggiani megyéspüspök            | Szent Agapitus-székesegyház, Palestrina                                                           |     |
| Porto-Santa Rufina-i szuburbikárius egyházmegye    | 3. század (Mint Portói egyházmegye)       | 2000 km² 386 000 fő (88,3%) | Beniamino Stella püspök-bíboros sede vacante megyéspüspök                     | Jézus és Mária Szent Szíve-székesegyház, Róma                                                     |     |
| Sabina-Poggio Mirteto-i szuburbikárius egyházmegye | 5. század (Mint Forum Novumi egyházmegye) | 918 km² 178 718 fő (88,0%)  | Giovanni Battista Re püspök-bíboros Ernesto Mandara megyéspüspök              | Nagyboldogasszony-székesegyház, Poggio Mirteto; Szent Liberator-társszékesegyház, Magliano Sabina |     |
| Velletri-Segni szuburbikárius egyházmegye          | 5. század (Mint Velletri egyházmegye)     | 397 km² 127 000 fő (93,3%)  | Francis Arinze püspök-bíboros, Vincenzo Apicella megyéspüspök                 | Szent Kelemen-székesegyház, Velletri; Nagyboldogasszony-társszékesegyház, Segni                   |     |

### Szuffragáneus püspökségek
A szuburbikárius püspökségeken kívül több szuffragáneus, azaz alárendelt egyházmegyéje is van Rómának. Ezek együttesen alkotják a Római egyháztartományt.
| Név                                          | Alapítás                                             | Terület, hívők              | Püspök                  | Székesegyház | Kép |
| -------------------------------------------- | ---------------------------------------------------- | --------------------------- | ----------------------- | --- | --- |
| Római egyházmegye                            | 1. század                                            | 881 km² 2 607 995 fő (82%)  | Ferenc pápa             | Lateráni Keresztelő Szent János-főszékesegyház, Róma |     |
| Gaetai főegyházmegye                         | 8. század                                            | 603 km² 156 670 fő (96,9%)  | Luigi Vari érsek        | Szent Erasmus-, Szent Marcián- és Nagyboldogasszony-székesegyház, Gaeta |     |
| Anagni-Alatri egyházmegye                    | 5. század (Mint Anagni egyházmegye)                  | 787 km² 88 508 fő (97,4%)   | Lorenzo Loppa           | Nagyboldogasszony-székesegyház, Anagni; Szent Pál apostol-társszékesegyház, Alatri |     |
| Civita Castellana-i egyházmegye              | 990                                                  | 1552 km² 248 400 fő (95,3%) | Romano Rossi            | Szűz Mária-székesegyház, Civita Castellana; Nagyboldogasszony- és Szent Anasztázia-társszékesegyház, Nepi; Nagyboldogasszony-társsze., Orte; Nagyboldogasszony-társsze., Gallese; Nagyboldogasszony-társsze., Sutri    |     |
| Civitavecchia-Tarquiniai egyházmegye         | 1825. december 20. (Mint Civitavecchiai egyházmegye) | 876 km² 103 800 fő (97,3%)  | Gianrico Ruzza          | Assisi Szent Ferenc-székesegyház, Civitavecchia; Szent Margit- és Szent Márton-társszékesegyház, Tarquinia |     |
| Frosinone-Veroli-Ferentinói egyházmegye      | 8. század (Mint Veroli egyházmegye)                  | 804 km² 175 940 fő (95,1%)  | Ambrogio Spreafico      | Nagyboldogasszony-székesegyház, Frosinone; Szent András apostol-társszékesegyház, Veroli; Szent János- és Szent Pál-társszékesegyház, Ferentino                                                                        |     |
| Latina-Terracina-Sezze-Privernói egyházmegye | 1. század (Mint Terracinai egyházmegye)              | 1372 km² 321 570 fő (96,1%) | Mariano Crociata        | Szent Márk-székesegyház, Latina; Szent Caesarius-társszékesegyház, Terracina; Szűz Mária-társszékesegyház, Sezze; Gyümölcsoltó Boldogasszony-társszékesegyház, Priverno                                                |     |
| Rieti egyházmegye                            | 5. század                                            | 1818 km² 90 644 fő (94,8%)  | Domenico Pompili        | Szűz Mária-székesegyház, Rieti |     |
| Sora-Cassino-Aquino-Pontecorvói egyházmegye  | 3. század (Mint Sorai egyházmegye)                   | 2016 km² 230 750 fő (98,6%) | Gerardo Antonazzo       | Nagyboldogasszony-székesegyház, Sora; Szent Konstantin- és Aquinói Szent Tamás-társszékesegyház, Aquino; Szent Bertalan apostol-társszékesegyház, Pontecorvo                                                           |     |
| Tivoli egyházmegye                           | 2. század                                            | 892 km² 178 900 fő (95,8%)  | Mauro Parmeggiani       | Szent Lőrinc-székesegyház, Tivoli |     |
| Viterbói egyházmegye                         | 6. század                                            | 2161 km² 175 000 fő (96,7%) | Lino Fumagalli          | Szent Lőrinc-székesegyház, Viterbo; Szent Miklós- és Szent Donát-társszékesegyház, Bagnoregio; Szent Margit-társszékesegyház, Montefiascone; Szent Jakab apostol-társsze., Tuscania; Szent Sír-társsze., Acquapendente |     |
| Monte Cassino-i területi apátság             | 6. század                                            | 1 km² 18 fő (100%)          | Donato Ogliari OSB apát | Nagyboldogasszony- és Szent Benedek-apátság, Monte Cassino |     |
| Subiacói területi apátság                    | 11. század                                           | 8 km² 36 fő (100%)          | Mauro Meacci OSB apát   | Szent Skolasztika-apátság, Subiaco |     |

## Szomszédos egyházmegyék
- Ostiai szuburbikárius egyházmegye (délnyugat)
- Porto-Santa Rufina-i szuburbikárius egyházmegye (északnyugat)
- Civita Castellana-i egyházmegye (észak)
- Sabina-Poggio Mirtetó-i szuburbikárius egyházmegye (észak)
- Tivoli egyházmegye (északkelet)
- Palestrinai szuburbikárius egyházmegye (kelet)
- Frascati szuburbikárius egyházmegye (délkelet)
- Albanói szuburbikárius egyházmegye (délkelet)